# Lubienia (Opole)
Pour les articles homonymes, voir Lubienia.
Lubienia est une localité polonaise du gmina de Popielów dans la voïvodie et le powiat d'Opole.